# Beatrix Sassen
Beatrix Sassen (* 17. April 1945 in Vinsebeck) ist eine deutsche Bildhauerin, Bühnenbildnerin und Malerin. Sie lebt und arbeitet seit 2002 in der Künstlersiedlung Golzheim, Franz-Jürgens-Straße 6 in Düsseldorf.

## Leben

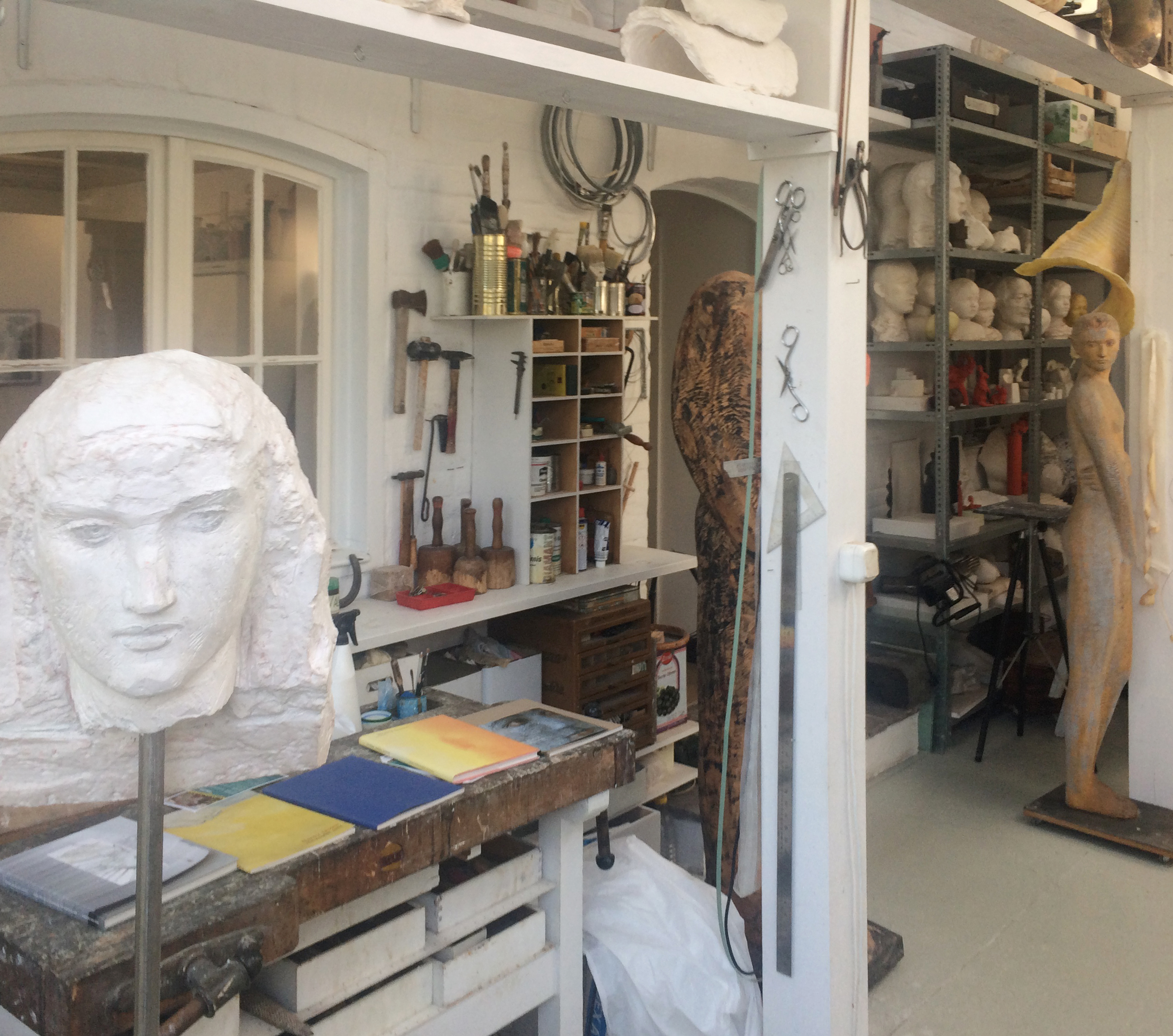
Sassens Atelier in der Golzheimer Siedlung, Düsseldorf

Sassen interessierte sich bereits in Jugendjahren für die Bildhauerei. Vaterlos wuchs sie mit zwei Schwestern und ihrer Mutter, die eine Damenschneiderei betrieb, in Düsseldorf auf. Nach der Realschule wurde sie 1962 an der Kunstakademie Düsseldorf aufgenommen, wo zunächst Joseph Beuys ihr wichtigster Lehrer war und sie zu dessen erster Schülergeneration zählte. 1965 brach sie das Studium ab. Sie lebte in einer Kommune, heiratete und bekam drei Kinder. Unter Erwin Heerich nahm sie in den Jahren 1975 bis 1978 wieder das Studium an der Düsseldorfer Akademie auf. 1981 begann sie ihre Ausstellungen. Unter anderem schuf sie gegenständliche Figuren, oft Statuetten von Köpfen und Torsi, deren Formen zurückhaltend gestaltet sind und fragmentarisch wirken. 2014 wurde sie vom Verein für die Veranstaltung von Kunstausstellungen Düsseldorf für ihre „jenseits aller Tendenzen in der Kunstszene“ gehaltene Bildsprache mit dem Kunstpreis der Künstler geehrt.

### Kopfstreit
Im sogenannten „Kopfstreit“ versuchte sie in den Jahren 2002/03, eine Urheberschaft an einer Kopfskulptur von Beuys gerichtlich durchzusetzen. Zum Sachverhalt trug sie Folgendes vor: Während des Sommersemesters 1963 hatte sie in der Kunstakademie Düsseldorf die Büste einer Bacchantin mit halblangem Haar und Früchtekranz aus Äpfeln und Birnen gefertigt. Von der Büste entfernte sie dann die Haare und den Früchtekranz. Außerdem trennte sie den Kopf ab, wodurch ein „männlicher Kopf“ entstanden sei. Beuys zeigte Interesse an diesem Resultat. In dessen Gestaltung griff er ein, indem er den Mund der Plastik etwas öffnete und die Mundwinkel des Kopfes leicht nach oben zog. Den Kopf hätte er schließlich an sich genommen und ihn in Form eines Gipsmodells und von Abgüssen für sein eigenes Schaffen weiterverwendet, insbesondere in den Installationen Straßenbahnhaltestelle und Palazzo Regale. 1985 machte sie Norbert Tadeusz, ein ehemaliger Mitschüler, auf den Kopf aufmerksam. Daraufhin besuchte sie ein Exponat im Museum Abteiberg in Mönchengladbach und erkannte dort den Kopf wieder. 1992 wurde sie von Armin Zweite, damals Direktor der Kunstsammlung Nordrhein-Westfalen, zur Entstehungsgeschichte des Objekts befragt.
In den Jahren 2002/03 verklagte sie Eva Beuys, die Witwe und Erbin des verstorbenen Künstlers, bei Ausstellungen, Veröffentlichungen, Stellungnahmen und Verkaufshandlungen zu dem Objekt ihre Urheberschaft bzw. Miturheberschaft ausdrücklich zu erwähnen. Sowohl in der ersten Instanz beim Landgericht Düsseldorf als auch in der zweiten Instanz beim Oberlandesgericht Düsseldorf scheiterte sie mit diesem Antrag, weil sie nicht beweisen konnte, wie der Kopf ursprünglich ausgesehen hatte. Somit konnte auch der maßgebliche schöpferische Beitrag der Klägerin nicht geklärt werden.

## Werke (Auswahl)

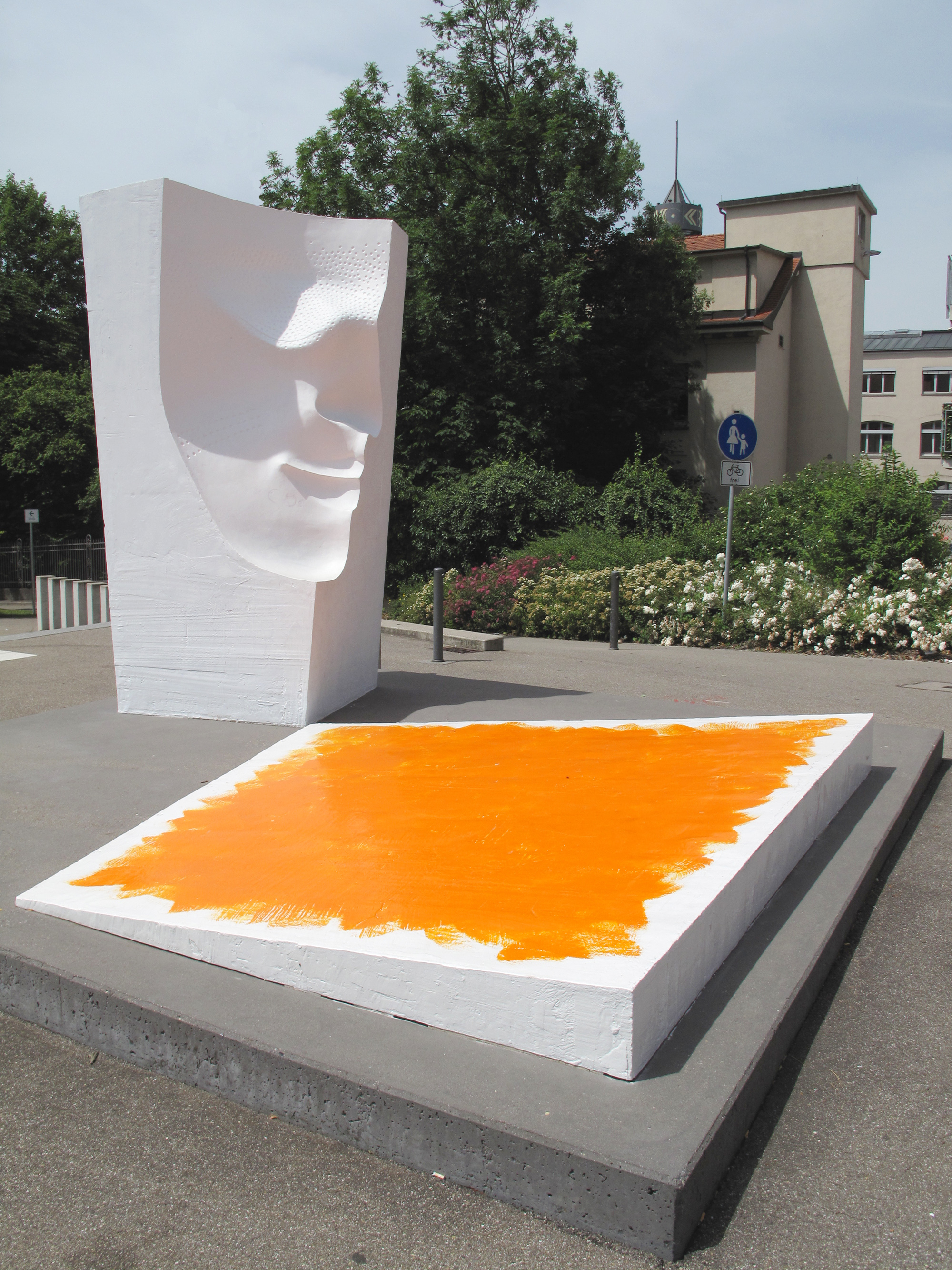
Licht im Kopf – meine dunkle Schwester, 2000, Aluminiumskulptur, seit 2002 am Meeraner Platz, Lörrach, Foto 2012

### Skulpturen
- zusammen mit Helmut Rhode: Marktbrunnen, Brunnen aus treppenförmig abgestuften, konzentrischen Steinkreisen, umgeben von einer vierteiligen Anlage aus Sitzbänken, Granit und Basaltlava, Düsseldorf-Benrath, 1981[15]
- Paare, Holzskulptur, 1991
- Geschwister, Außenskulptur, Museum Schloss Moyland, Bedburg-Hau, 1996
- Torso, Außenskulptur, Coburg, 1998
- Licht im Kopf – meine dunkle Schwester, Aluminiumskulptur, 2000, 2002 aufgestellt, Lörracher Skulpturenweg
- Schreitendes Tor, Außenskulptur, Erholungspark Volkardey, Ratingen, 2002
- Erde/Fuß, Bronze, 2002
- Kopfbüste ohne Titel, Holz und Farbe, 2006

### Bühnenbilder
- 1995: Venezianisches Credo, Staatstheater Darmstadt
- 1996: Winterreise, Staatstheater Darmstadt
- 2012: Le Sacre du printemps / Verklärte Nacht, Ballett, Landestheater Eisenach[16]

### Malerei und Grafik
- Händchen, 1997, Bleistift und Asphaltlack
- Zeit, 2005, Farbschichten auf Papier

## Ausstellungen (Auswahl)
- 1999: Künstler und Künstlerinnen aus NRW, Bundesrepublik Deutschland, Yan-Huang Art Museum, Peking
- 2014: Große Kunstausstellung NRW Düsseldorf

## Auszeichnungen
- 2014: Kunstpreis der Künstler